# Ufens piceipes
Ufens piceipes är en stekelart som beskrevs av Girault 1912. Ufens piceipes ingår i släktet Ufens och familjen hårstrimsteklar. Inga underarter finns listade i Catalogue of Life.